# Nonoai

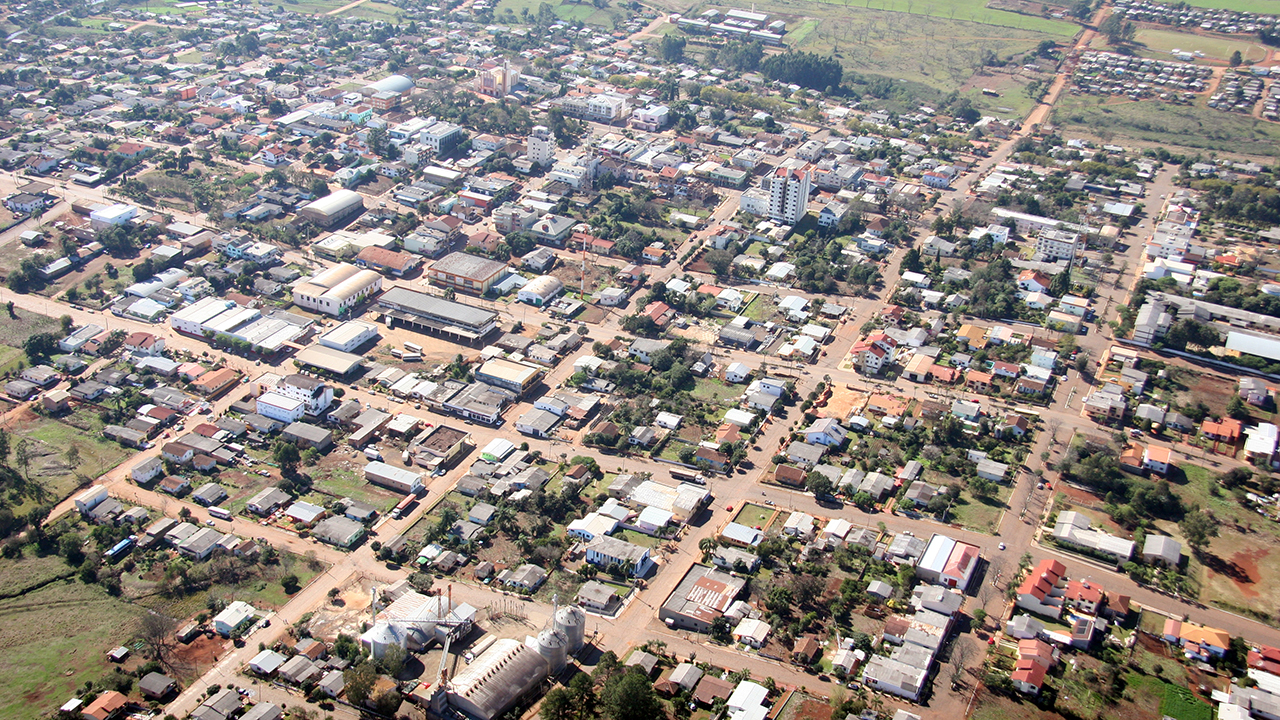
vista aérea del municipio de Nonoai

Nonoai es un municipio brasileño del estado de Rio Grande do Sul.
Se encuentra ubicado a una latitud de 27º21'42" Sur y una longitud de 52º46'17" Oeste, estando a una altitud de 584 metros sobre el nivel del mar. Su población estimada para el año 2004 era de 12.919 habitantes.
Ocupa una superficie de 459,15 km².  El municipio esta en las costas del río Uruguay, que hace frontera con el estado de Santa Catarina. 
- Datos: Q941207
- Multimedia: Nonoai / Q941207